# 尾田蒔村
尾田蒔村（おだまきむら）は埼玉県の西部、秩父郡に属していた村。寺尾地区、田村地区、蒔田地区を合わせた総称。

## 地理
- 河川：荒川、蒔田川

## 歴史
- 1889年（明治22年）4月1日 町村制施行により、寺尾村、田村郷、蒔田村が合併し秩父郡尾田蒔村が成立する。
- 1954年（昭和29年）5月3日 原谷村とともに秩父市へ編入され消滅。

## 関連文献
- 「田村郷」『新編武蔵風土記稿』 巻ノ261秩父郡ノ11、内務省地理局、1884年6月。NDLJP:764014/11。
- 「蒔田村」『新編武蔵風土記稿』 巻ノ261秩父郡ノ12、内務省地理局、1884年6月。NDLJP:764014/16。
- 「寺尾村」『新編武蔵風土記稿』 巻ノ261秩父郡ノ12、内務省地理局、1884年6月。NDLJP:764014/18。